# Garonne ASPTT Basket
El Garonne ASPTT Basket es un equipo de baloncesto francés con sede en la ciudad de Meilhan-sur-Garonne, que compite en la NM2, la cuarta competición de su país. Disputa sus partidos en la Salle des Sports Jean Fenouillet, con capacidad para 700 espectadores.

## Posiciones en liga
- 1991 - (1-4)
- 1992 - (3)
- 1993 - (2)
- 1994 - (3)
- 1995 - (3)
- 2009 - (3-NM2)
- 2010 - (2-NM2)
- 2011 - (2-NM2)
- 2012 - (3-NM2)
- 2013 - (2-NM2)
- 2014 - (4-NM2)
- 2015 - (6-NM2)
- 2016 - (10-NM2)
- 2017 - (2-NM2)
- 2018 - (6-NM2)
- 2019 - (3-NM2)
- 2020 - (2-NM2)
- 2021 - (Cancelada-NM2)
- 2022 - (3-NM2)

## Palmarés
- Segundo Liga Regular Grupo B NM2 - 2010, 2011, 2013